# Josefa de Óbidos
Josefa de Ayala Figueira, mais conhecida como Josefa de Óbidos (Sevilha, fevereiro de 1630 – Óbidos, 22 de julho de 1684), foi uma pintora do Barroco Português reconhecida principalmente por suas obras de temática religiosa e suas naturezas-mortas.
Tem sua importância afirmada por sua subversão dos limites impostos às mulheres no decorrer do século XVII. Emancipada legalmente, viveu economicamente independente de sua família por meio de seu trabalho artístico.

## Biografia

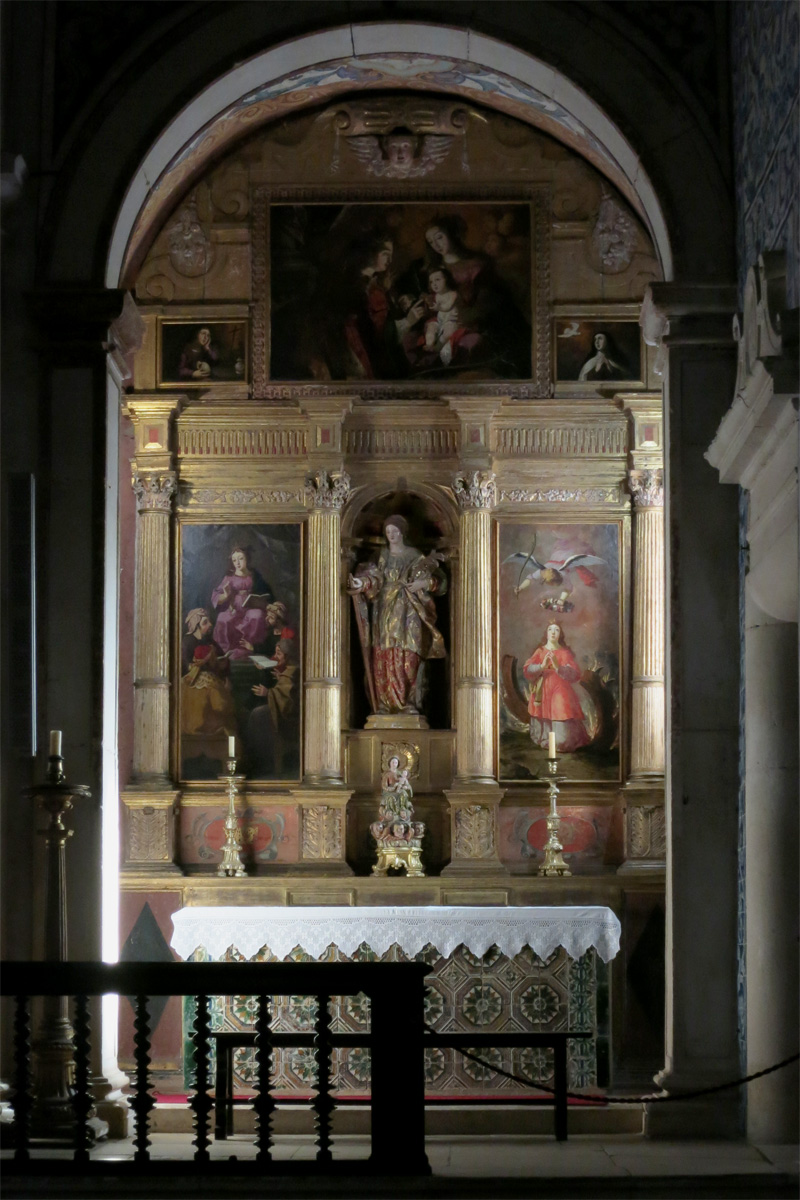
Retábulo de Santa Catarina (1661) na Igreja paroquial de Óbidos

Era filha de Baltazar Gomes Figueira — pintor proto-barroco português —, vai para Sevilha decorrente de sua carreira militar, onde veio a conhecer Catarina de Ayala Camacho Cabrera Romero, natural da Andaluzia. Pouco tempo depois, Baltazar vem a ser liberado da carreira para exercer o ofício da pintura.
Retornam de Sevilha para Portugal em 1634 quando Josefa tinha, aproximadamente, 6 anos de idade e vão morar em Peniche, onde Baltazar produz algumas obras para as igrejas locais. Mais tarde se mudam para Óbidos, mais precisamente na Quinta da Capeleira, onde residem até a morte de ambos. Ali a menina se educou, manifestando desde cedo vocação para a pintura e para a gravura em metal, em lâminas de cobre e prata, num género denominado como pontinho.
Foi apadrinhada pelo célebre pintor sevilhano Francisco Herrera, El Viejo, com quem nem Josefa de Ayala, nem seu pai compartilham características nos estilos do ofício.
Entre os anos de 1644 a 1647, vai para o Convento de Santa Ana localizado em Coimbra, onde recebe uma educação eclesiástica mas opta, mais tarde, por não seguir carreira como freira. Na época, mulheres que não se casassem ou seguissem essa carreira, viviam sob a "guarda" dos pais mas Josefa conseguiu emancipar-se legalmente e viveu independente economicamente de seus genitores.
Em 1653, aos 23 anos de idade, fez a gravura da edição dos Estatutos de Coimbra. Trabalhou em seguida como pintora para diversos conventos e igrejas. Na Capela do Noviciado do Convento de Varatojo havia uma excelente Nossa Senhora das Dores e, no coro, um Menino Jesus, quadros que lhe são atribuídos. Havia quadros seus no Mosteiro de Alcobaça, no Mosteiro de Cós, no Mosteiro da Batalha, em Vale Bem-Feito no Mosteiro de São Jerónimo, em Évora, onde existe um Cordeiro engrinaldado de flores, que passa por ser um dos seus melhores trabalhos.
A Academia de Belas Artes de Lisboa também possui um quadro de Josefa de Óbidos.
O Museu Nacional de Arte Antiga, em Lisboa, a partir do ano de 2015, vem a expor mais um dos seus trabalhos que representa um Menino Jesus Peregrino associado aos Caminhos de Santiago, para se juntar aos 14 outros que já aí estava. Nessas condições, nomeadamente duas naturezas-mortas que a tornaram tão popular (Com Taça de Cristal e Com Caixas e Potes), um Menino Jesus Salvador do Mundo, uma Adoração dos Pastores e um Casamento Místico de Santa Catarina em ambiente doméstico, com a Virgem sobre um estrado, com um cesto de costura aos pés.
No concelho de Sernancelhe, freguesia de Quintela, existem também na Igreja da Sª. da Lapa minúsculos mas admiráveis trabalhos da pintora. Esta igreja onde estão expostos estes trabalhos localiza-se ao lado do Mosteiro na Serra da Lapa, no Santuário Nossa Senhora da Lapa.
Josefa de Óbidos escreve seu testamento — deixando seus bens à sua mãe e às duas sobrinhas — ainda enferma e 13 de junho de 1684, e vem a falecer em 22 de julho do mesmo ano, com cerca de 54 anos. Encontra-se sepultada na Igreja de São Pedro, em Óbidos.
Em 2020, uma exposição reúne 21 telas de Josefa ao lado de obras de Paula Rego em uma mostra intitulada "Paula Rego/Josefa de Óbidos: Arte Religiosa no Feminino" na Casa das Histórias, em Cascais.

## Carreira
Josefa de Óbidos foi estimável pintora de naturezas-mortas, cordeiros pascais, pinturas para culto doméstico, cobres e retábulos religiosos, além de gravurista.
Sua carreira lhe concedeu grande notoriedade, tendo duração de 38 anos, de 1646 a 1684, período em que produziu mais de 100 obras, em sua maioria assinadas e datadas. De todas as temáticas retratadas pela artista destaca-se principalmente a religiosa, contabilizando sozinha sessenta e sete pinturas e três gravuras e vinte e sete pinturas e uma gravura com temáticas cotidianas.

A educação em Portugal durante o século XVII se voltou principalmente para a formação do homem, justaposta aos princípios religiosos educativos: 
"Alicerçada pela Coroa e pela Inquisição, a educação se manifestou na cultura iconoclasta por meio da estética do Barroco, promovendo a arte catequética e, consequentemente, educativa. Constatamos, também, que o valor almejado, a salvação, repercute diretamente nas interpretações iconográficas do Barroco, proporcionando uma carga dramática às imagens, contrastes estratégicos e receitas pictóricas que amparam os interesses da Igreja"
Josefa, porém, é um bom exemplo de uma artista pintora que não se restringiu a essas interpretações iconográficas difundidas à época.

## Obras
Na obra de 1673, O menino Jesus Salvador do Mundo, é possível encontrar uma cercadura de flores recorrentes nas imagens de Josefa de Óbidos, onde Jesus aparece coberto por uma túnica de renda e sandálias estilizadas, remetendo a uma criança possivelmente nobre — divergente da realidade na história da figura. 
O esplendor, os preciosismos, o exagero dos detalhes, os atavios, fazem parte da estética barroca, que valorizam as personagens, ressignificando a consciência que o observador tem da figura representada, pois o Menino Jesus não podia parecer uma criança qualquer.
A presença do açúcar em suas naturezas-mortas representa a riqueza, a especiaria estava diretamente atrelada ao poder econômico e consequentemente, à ascensão da classe mercantil que passou a comercializar esse recurso. Desse modo, ter em posse obras de natureza-morta com representação de doces, pode ser uma forma de comunicar a ascensão a um novo cenário financeiro e assim, a atenção a fartura e a exuberância, além de repletas de preciosismos, remetem exatamente ao estilo de Josefa de Óbidos.
Na Igreja Matriz de Cascais, Portugal, é possível encontrar seis quadros datados de 1672 de temática teresiana de autoria da artista que originalmente faziam parte de um retábulo dedicado à Santa Teresa d'Ávila, exposto na igreja do extinto Convento das Carmelitas da mesma cidade. Dentre os quadros, encontra-se o painel "A Virgem e São José dão um colar a Santa Teresa", de temática remetente ao casamento místico da santa. O broche segurado pelo laço de fita rosa no peito da figura de Nossa Senhora possui uma representação iconográfica da Anunciação. Essa imagem ocupa uma pequena dimensão dentro da composição principal, decorrente do conhecimento técnico de gravura e miniatura da artista.  Dessa forma, Josefa de óbidos era capaz de integrar à temática da miniatura a iconografia principal, aprimorando o canal de comunicação entre o suporte físico e a entidade espiritual.
A pintura Maria Madalena confortada pelos Anjos foi arrematada em janeiro de 2015, num leilão da Sotheby's, de Nova Iorque, por 269 mil dólares (238.615 euros), por Filipe Mendes — possuidor de uma galeria de pintura antiga em Paris. O luso-descendente doou a obra ao Museu do Louvre. O Louvre aceitou a doação, e a pintura de Josefa de Óbidos ficou exposta junto à obra "Natureza morta com peixe" do pai da pintora Baltazar Figueira.
Na véspera de Natal de 2014, a obra A Sagrada Família de 1644, inserida numa capela do Convento de Santa Cruz do Buçaco, foi destruída num incêndio. A investigação posterior revelou-se inconclusiva apesar de ter incluído exames laboratoriais de amostras removidas pela Polícia Judiciária no local do incidente, concluiu que de fato foram identificados pigmentos de pintura contextualizados do século XVII, identificando-se pigmento branco de chumbo (usado nesse período) e ocre.
A obra A Sagrada Família com São João Batista, Santa Isabel e Anjos foi comprada em 29 de janeiro de 2016 pelo Museu da Misericórdia do Porto por 228 mil euros.
A obra Natureza Morta com Doces e Barros foi em abril de 2016 selecionada como uma das dez mais importantes obras artísticas de Portugal pelo projeto Europeana.
"O Menino Jesus Romeiro" (ou Peregrino) existem oito versões. Em 15 de Dezembro de 2018 foi leiloado pela Lamas Bolaño Subastas, em Barcelona, Espanha sendo adquirido por um colecionador anónimo por 110 mil euros.
A pintura datada de 1667, "Virgem Maria com o Menino Jesus ao colo", foi leiloada na Alemanha pela Plückbaum a 01 de junho de 2019, em Bona, por 220 mil euros. A obra tem uma dimensão de 23 por 29 centímetros, e foi feita sobre placa de cobre, mostrando a Virgem Maria com o Menino Jesus ao colo a ser saudado por outras mulheres com crianças.

## Experiências enquanto artista mulher
Tendo em conta as diversas limitações aos movimentos das mulheres e à sua educação, era necessário que uma conjuntura muito favorável integrasse suas vidas para que os seus eventuais talentos fossem identificados. No caso de Josefa de Óbidos, a mesma era filha de um artista, que a incentivou no ofício. Além disto, visto que o analfabetismo feminino era generalizado, os conventos funcionavam como o único espaço onde as mulheres poderiam receber uma educação básica.
Apesar de sua vivência no convento, as barreiras sobre as mulheres em obter uma formação completa dificultou-lhe a escolha de temas onde, por exemplo, o estudo do corpo humano era mais proeminente — como acontecia nas pinturas históricas e religiosas de grandes dimensões. De outro modo, corresponderam a uma maior concentração feminina em gêneros como o retrato, a pintura religiosa de pequeno formato e a natureza-morta.
É somente em 1997 que Josefa de Óbidos vem a ser objeto de uma exposição individual fora de Portugal, mas agora em Washington no Museu Nacional de Mulheres Artistas, com um catálogo em língua inglesa. Esta exposição foi organizada por Vitor Serrão e contou com o apoio de várias entidades e instituições portuguesas.
Alguns anos mais tarde, em 2002, outra exposição também organizada por Vitor Serrão, veio dar a conhecer o trabalho de Josefa de Óbidos na França e na Itália.
Em Portugal já existia uma tradição expositiva dos trabalhos da artista, mesmo que sua identidade sexual não fosse considerada como fator definidor de seu percurso artístico. Por exemplo, em maio de 1949 o Museu Nacional de Arte Antiga inaugurou uma exposição das pinturas de Josefa de Óbidos. Contudo, apesar desse local central ocupado pela artista dentro da historiografia da arte portuguesa, a perspectiva de gênero esteve ausente das suas abordagens até muito recentemente.

## Galeria

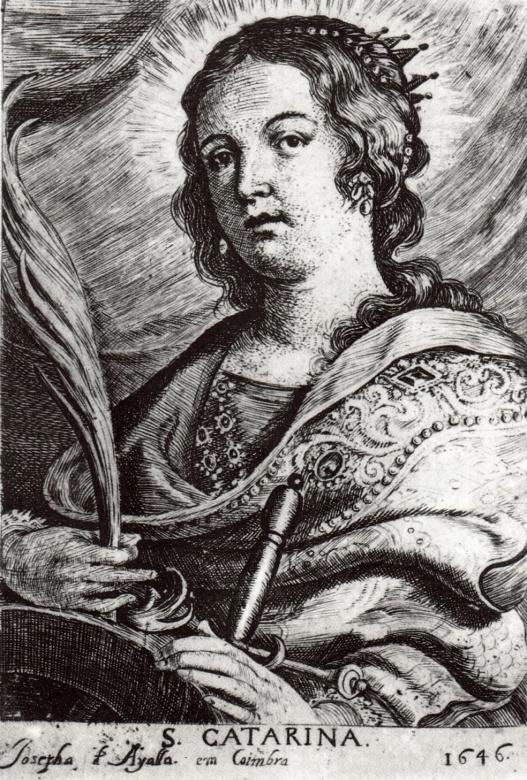
S. Catarina (1646)
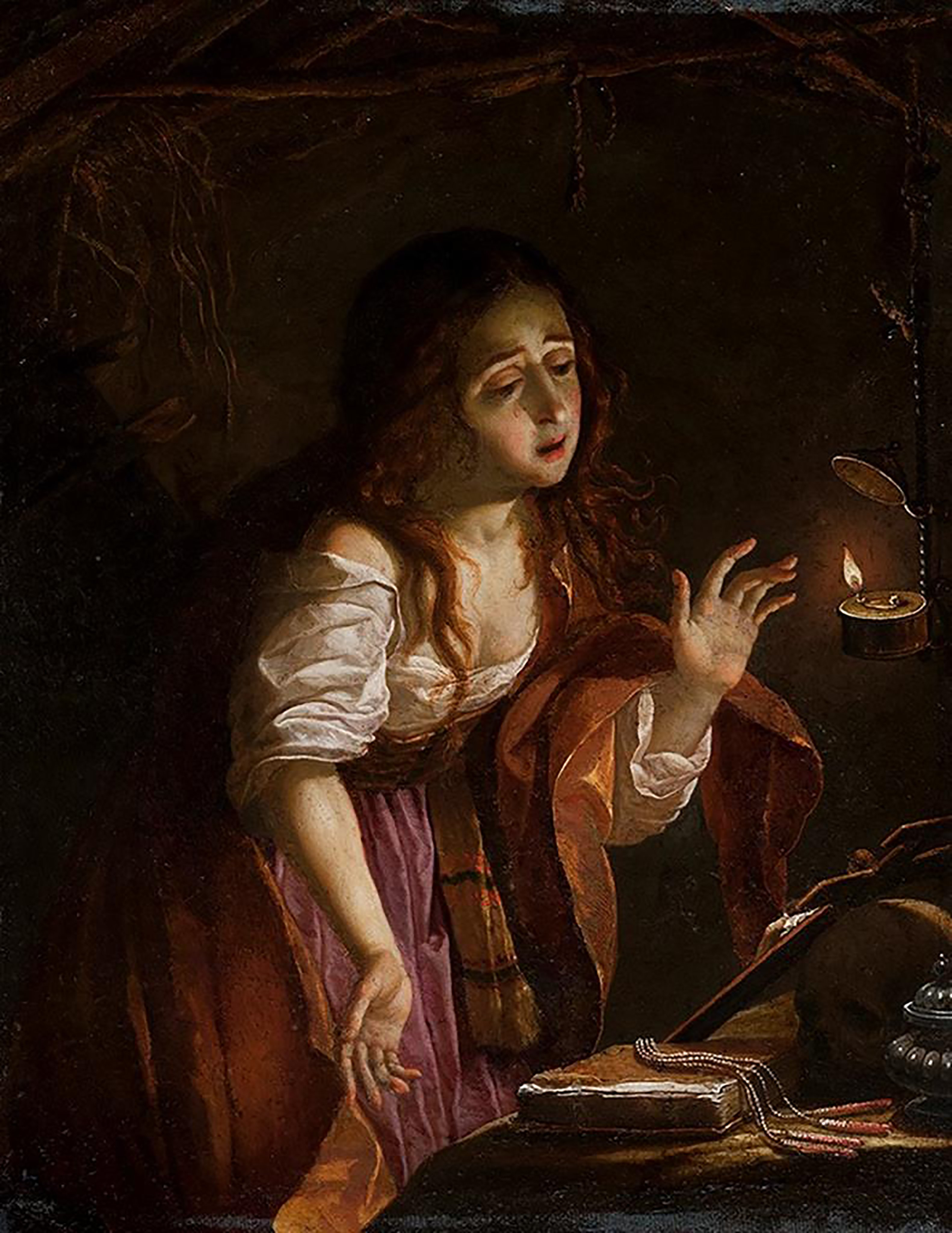
Santa Maria Madalena (Museu Nacional Machado de Castro, Coimbra)
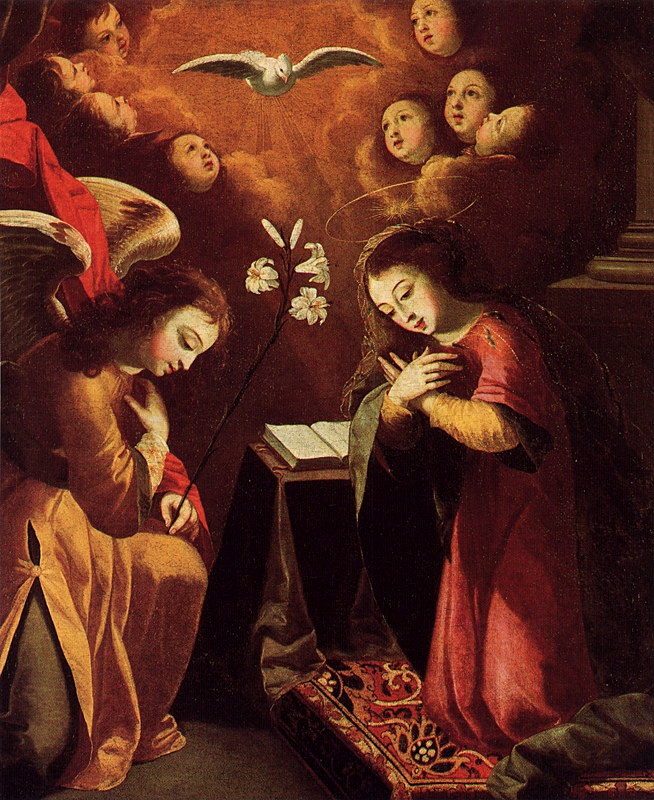
Anunciação (Museu Nacional de Arte Antiga, Lisboa)
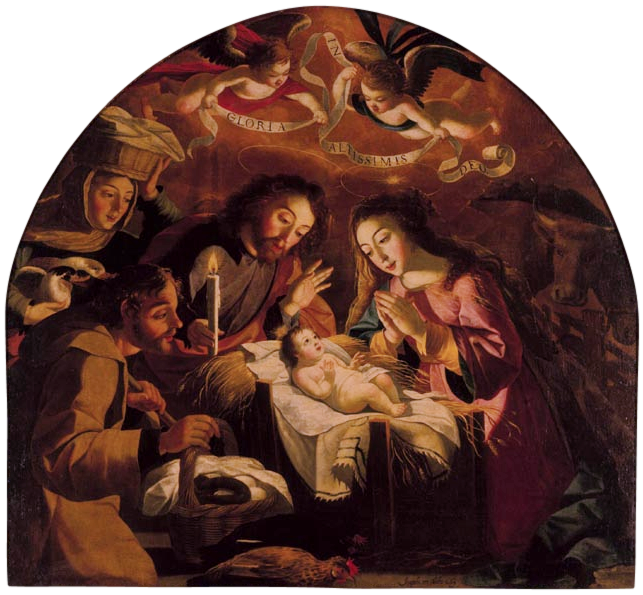
Adoração dos Pastores (Museu Nacional de Arte Antiga, Lisboa)
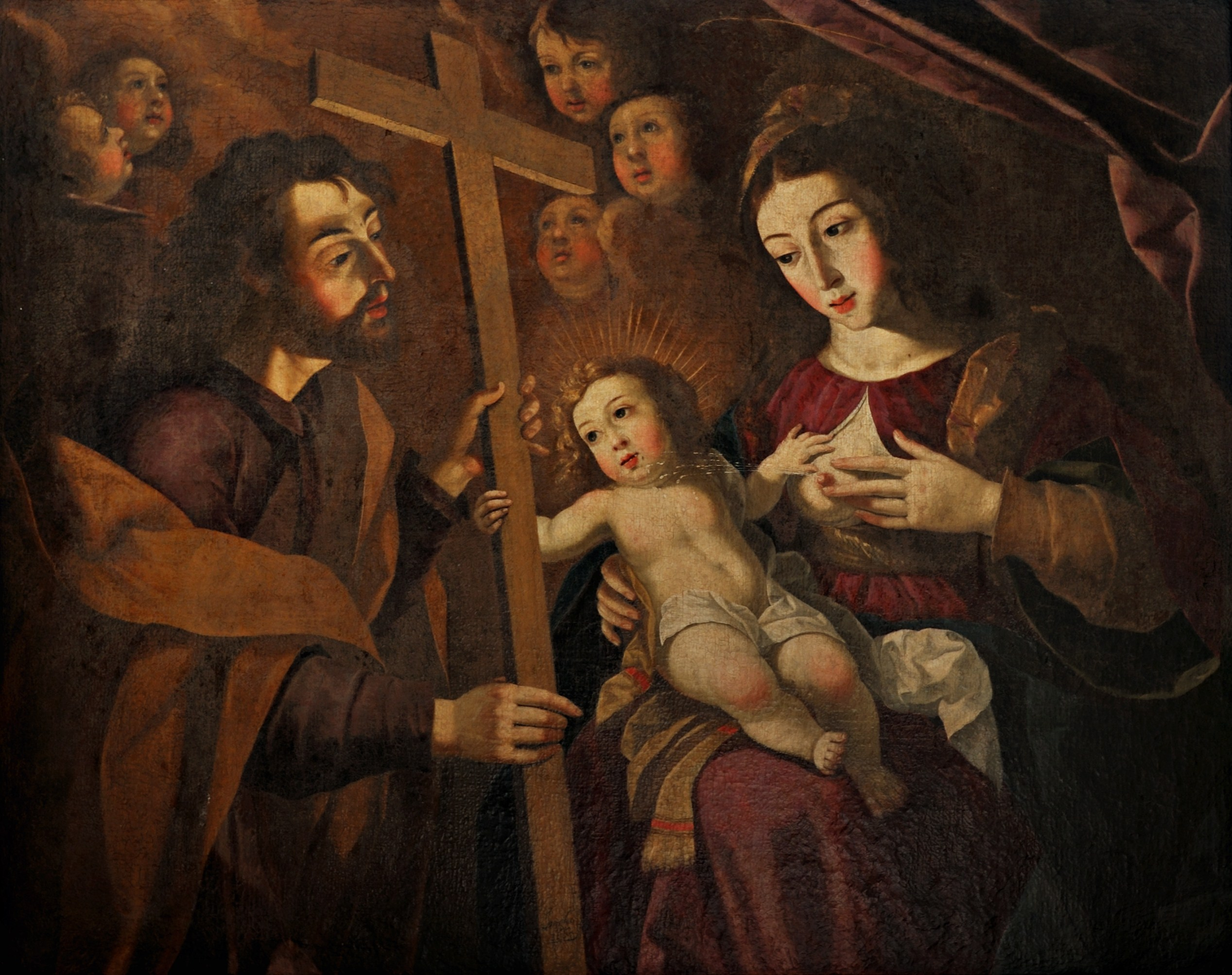
Sagrada Família (destruído)
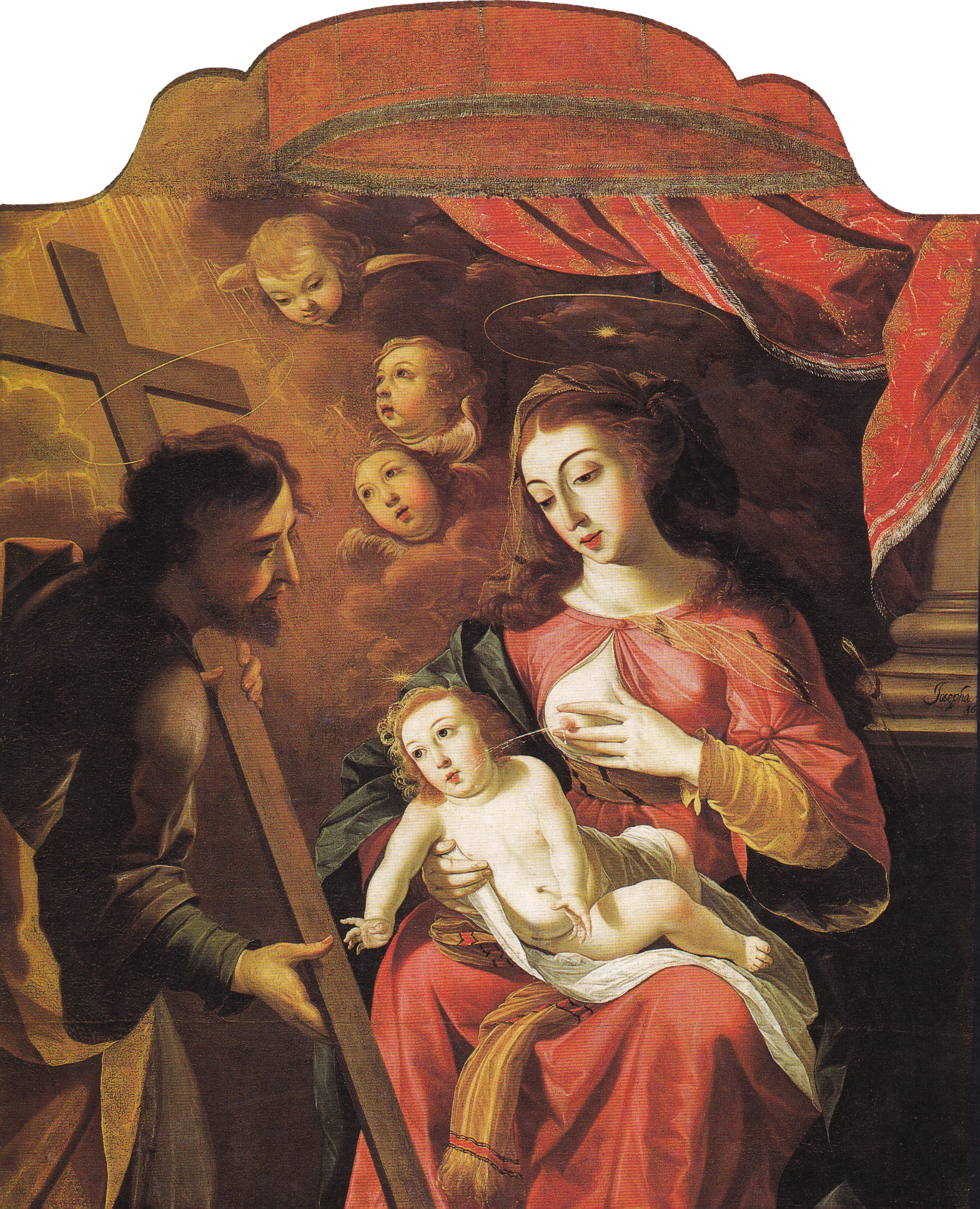
Sagrada Família (Igreja Matriz de Cascais)
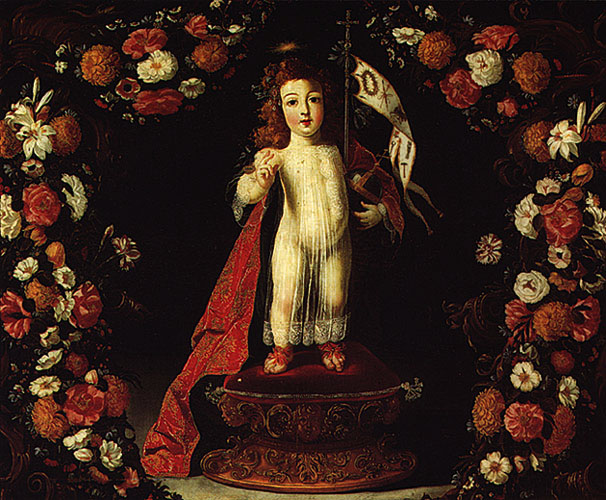
O Menino Jesus Salvador do Mundo (Igreja Matriz de Cascais)
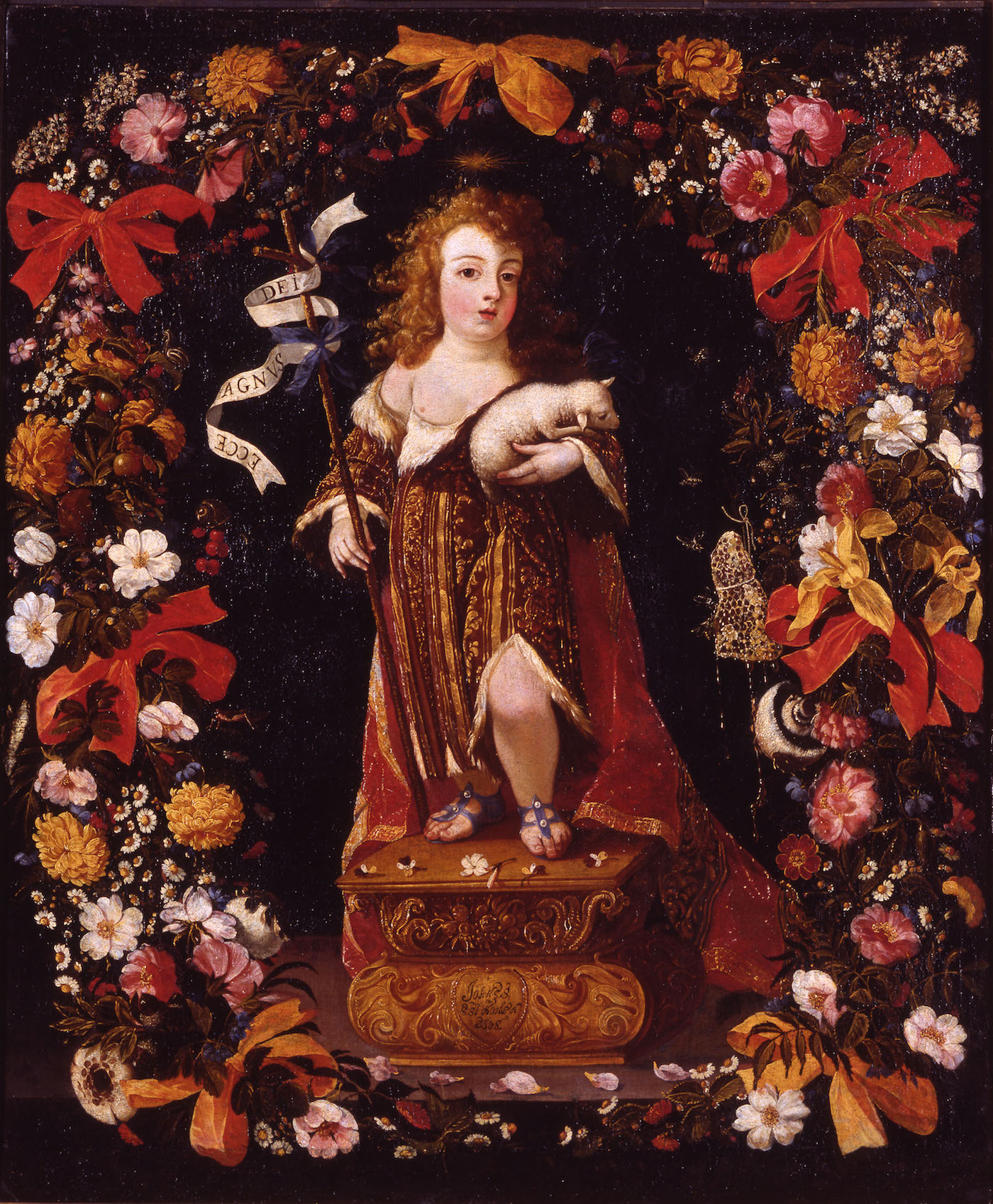
São João Batista Menino (Coleção particular)
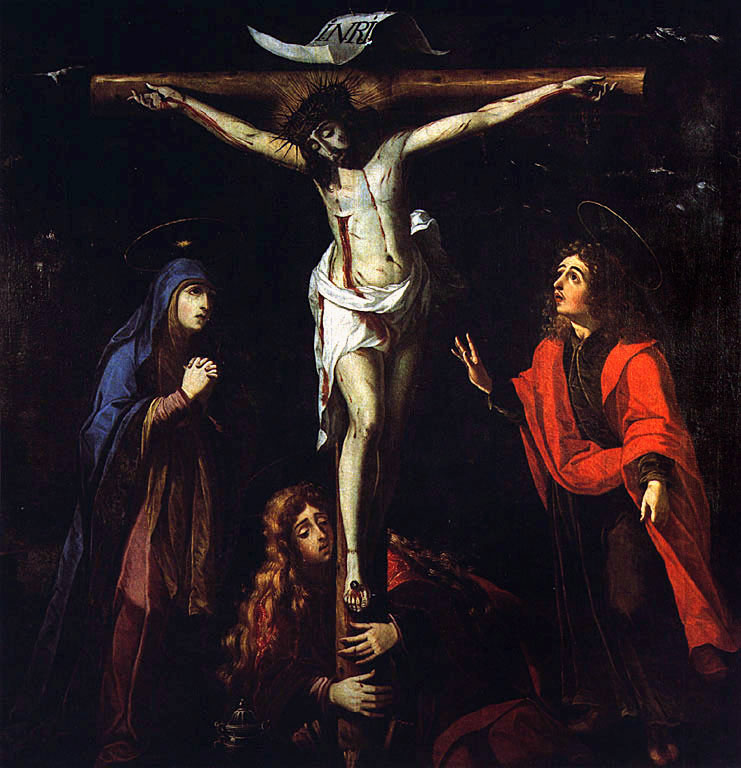
Calvário (Museu Nacional de Arte Antiga, Lisboa)
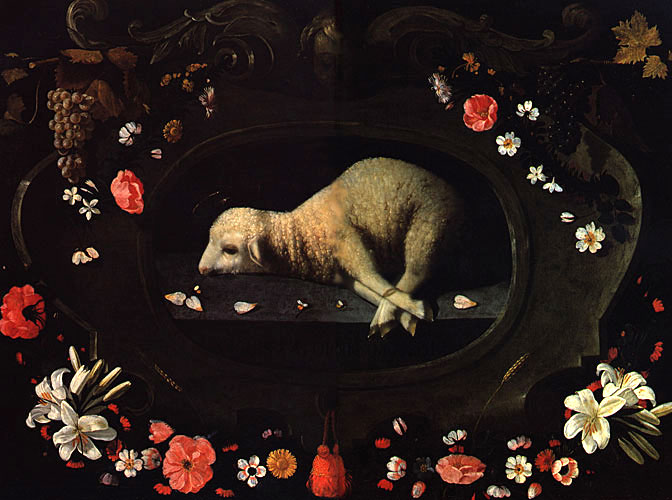
Agnus Dei (Museu de Évora)
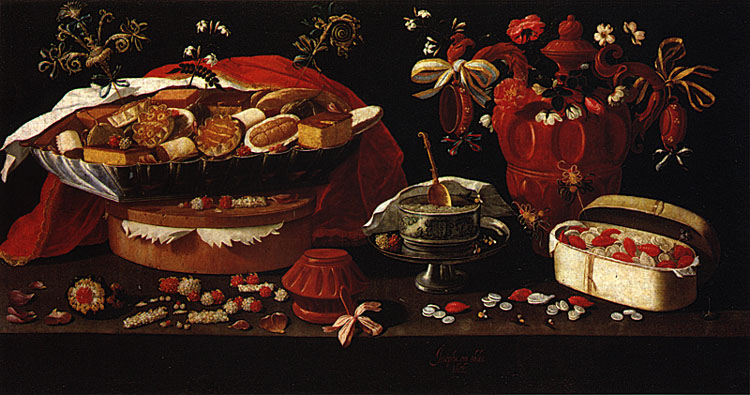
Natureza Morta com Doces e Barros (Biblioteca Municipal Braamcamp Freire, Santarém)
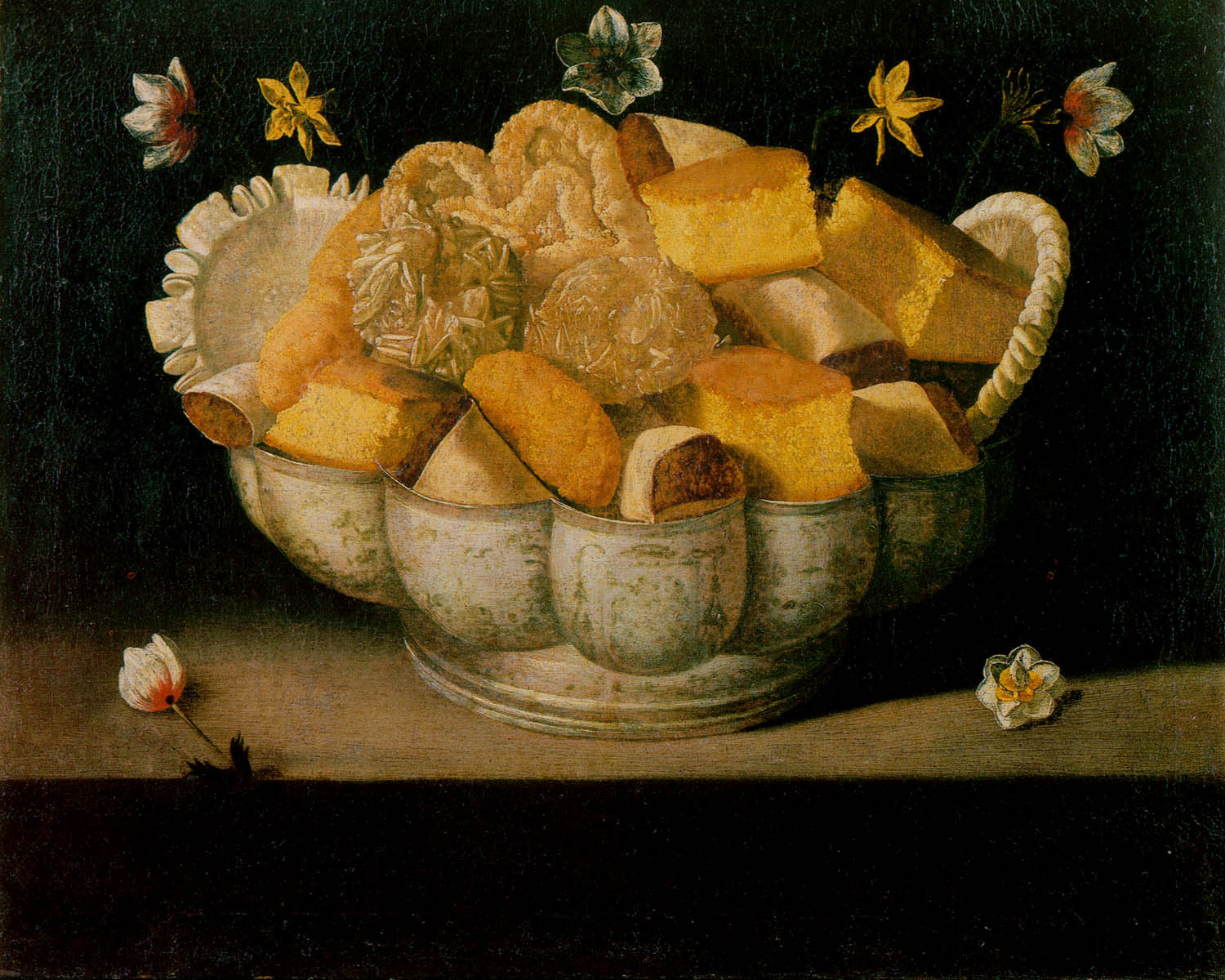
Natureza morta com bolos (Museu de Évora, Évora)
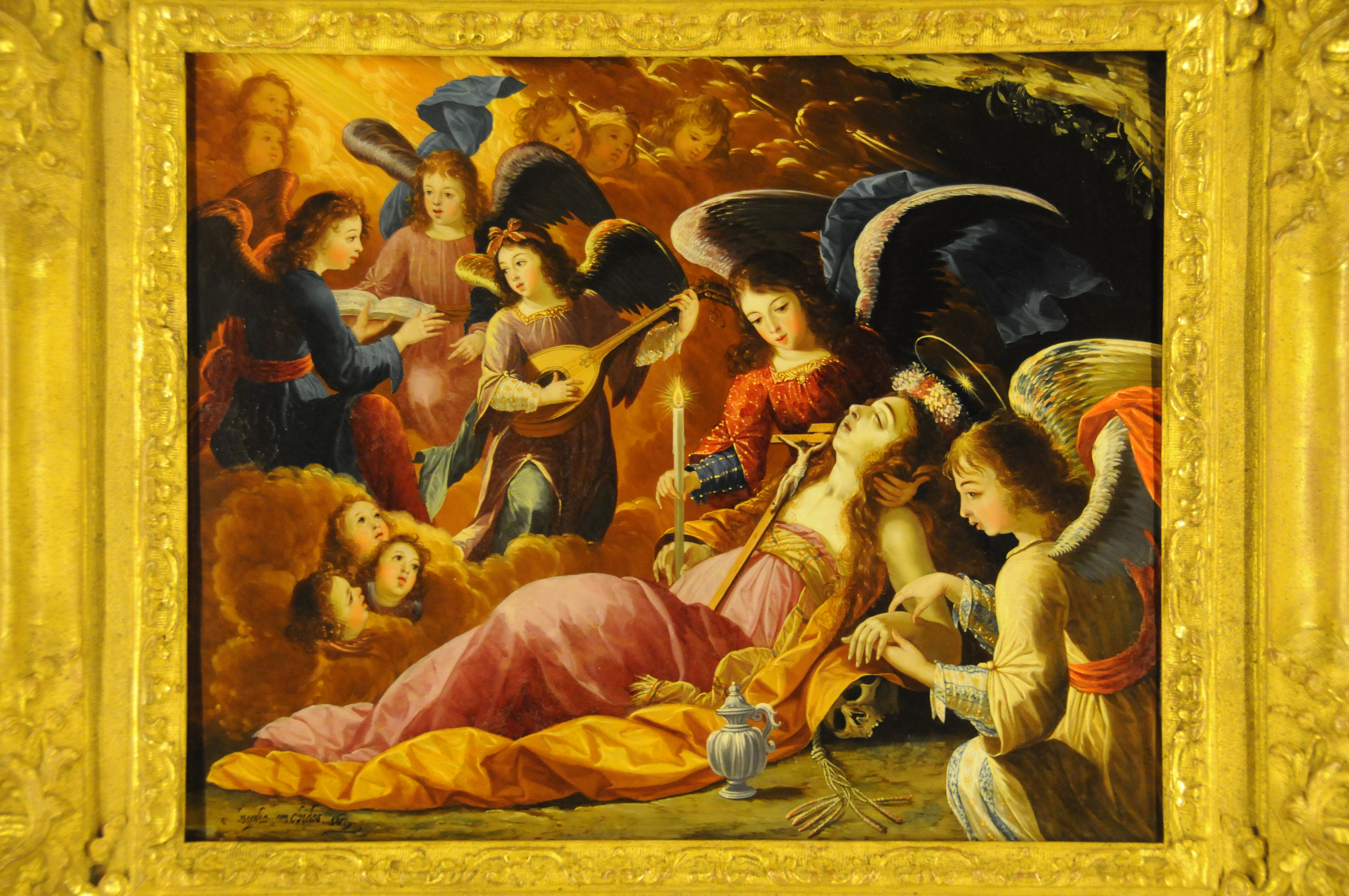
Maria Madalena confortada pelos Anjos (Museu do Louvre)